# Strategic Offensive Reductions Treaty
Strategic Offensive Reductions Treaty (ang. "traktat o zmniejszeniu strategicznej [broni] ofensywnej") – umowa podpisana 24 maja 2002 r. w Moskwie podczas szczytu George Bush—Władimir Putin. Zapowiada ona redukcję liczby głowic jądrowych do poziomu 1700—2200 dla obu stron do 31 grudnia 2012 r. oraz potwierdza ważność układu START (I). SORT to jednak deklaracja, a nie wiążący układ międzypaństwowy, brak mu mechanizmów weryfikacji i kontroli przestrzegania umowy.
Zastąpiona przez układ New START.